# Daniel McVicar
Daniel Joseph McVicar (ur. 17 czerwca 1958 w Independence) – amerykański aktor, reżyser, scenarzysta i producent telewizja i filmowy pochodzenia polskiego, włoskiego i irlandzkiego, najbardziej znany z roli Clarke'a Garrisona w operze mydlanej CBS Moda na sukces.

## Życiorys

### Wczesne lata
Urodził się w Independence w stanie Missouri jako jedno z dwanaściorga dzieci. Jego pradziadkowie byli emigrantami z Polski. Dorastał w Broomfield, w stanie Kolorado. Mając pięć lat uczestniczył w spontanicznych przygodach, wcześnie podróżował do sąsiednich miast Boulder i Denver, co często doprowadzało do niepokoju jego rodziców. Studiował aktorstwo u Stelli Adler w California Institute of the Arts i Royal Academy of Dramatic Art w Londynie.

### Kariera
Debiutował na małym ekranie w serialu CBS Strach na wróble i pani King (Scarecrow and Mrs. King, 1984) u boku Kate Jackson i Bruce'a Boxleitnera, a następnie pojawił się w operach mydlanych: NBC Santa Barbara (1985) i CBS Żar młodości (The Young and the Restless, 1985).
Międzynarodową sławę zdobył rolą projektanta mody Clarke'a Garrisona w operze mydlanej CBS Moda na sukces (The Bold and the Beautiful, 1987–92, 1996–2007, 2009), za którą w 1989 roku był nominowany do nagrody Soap Opera Digest. Promując serial Moda na sukces odwiedził takie kraje jak: Grecja, Bułgaria, Polska, Włochy, Niemcy, Francja, Belgia i Holandia.
Pracował na planie w Rosji, Grecji i Włoszech. Wystąpił także w telewizyjnym dreszczowcu Kobieta odrzucona: Historia Betty Broderick (A Woman Scorned: The Betty Broderick Story, 1992) z Meredith Baxter i Stephenem Collinsem, dwóch produkcjach Andrew Stevensa z udziałem Shannon Tweed - Nocna straż III (Night Eyes Three, 1993) i Kobieta odrzucona (Scorned, 1994), miniserialu NBC Liz: Historia Elizabeth Taylor (Liz: The Elizabeth Taylor Story, 1995) jako Rock Hudson, a także w filmach: Czwarta planeta (1995) i Kobieta w ucieczce (Una Donna in fuga, 1996) u boku Giny Lollobrigidy.
W 2006 roku zadebiutował jako reżyser, scenarzysta i producent filmu krótkometrażowego Zawsze pierwszy czas (Always a First Time). Grywał też w produkcjach włoskich, w tym Rai 2 L'Ispettore Coliandro 3 (2009) i Nemici Amici - I promessi suoceri (2010).
Pracował jako wykładowca aktorstwa w Teatro Stabile a Torino, The Holden School i Artist's Academy w Rzymie.

### Życie prywatne
Był żonaty z Darling (1987-94), z którą  miał syna Thomasa Henry'ego Hanka (ur. 14 lutego 1988, zm. 3 stycznia 2011 w Los Angeles w wypadku samochodowym) i córkę Margaret Maisy (ur. 1990). 18 czerwca 2011 roku poślubił Virginię De Agostini, jurorkę międzynarodowego łyżwiarstwo figurowego.
Jest członkiem Stowarzyszenia Mensa.

## Filmografia

### Filmy fabularne
- 1991: Tajemnica kobiety (La Donna di una sera) jako Ryan
- 1993: Nocna straż III (Night Eyes Three) jako Thomas Cassidy
- 1994: Anioł bezprawia (Guardian Angel) jako Hobbs
- 1994: Kobieta odrzucona (Scorned) jako Truman Langley
- 1994: Milczenie baranów (Il Silenzio dei prosciutti) jako ekspert sądowy
- 1995: Czwarta planeta (Chetvyortaya planeta)
- 1995: Pocałunek śmierci (Kiss Of Death) jako Aldo Botticelli
- 1996: Sam w lesie (Alone in the Woods) jako Danny Rogers
- 1996: Kobieta w ucieczce (Una Donna in fuga)
- 1999: Ostatnie życzenie taty (Svitati) jako Wielki Człowiek
- 2001: Zana jako Sandro
- 2001: Sotto il cielo
- 2013: Bilet na księżyc jako prokurator Birnbaum

### Filmy TV
- 1992: Kobieta odrzucona: Historia Betty Broderick (A Woman Scorned: The Betty Broderick Story)
- 1995: Liz: Historia Elizabeth Taylor (Liz: The Elizabeth Taylor Story) jako Rock Hudson
- 1999: Un Bacio nel buio jako Paolo

### Seriale TV
- 1984: Strach na wróble i pani King (Scarecrow and Mrs. King)
- 1985: Żar młodości (The Young and the Restless) jako kelner
- 1985: Odmienny świat (Otherworld) jako pierwszy ochroniarz
- 1985: Strach na wróble i pani King (Scarecrow and Mrs. King)
- 1985: Santa Barbara jako ochroniarz
- 1986: Strach na wróble i pani King (Scarecrow and Mrs. King)
- 1987: Rycerze Houston (Houston Knights)
- 1987-92: Moda na sukces (The Bold and the Beautiful) jako Clarke Garrison
- 1991: I Lampsi
- 1995: Koniec powierzchni (Land's End)
- 1996-2007: Moda na sukces (The Bold and the Beautiful) jako Clarke Garrison
- 2009: Moda na sukces (The Bold and the Beautiful) jako Clarke Garrison